# Olav Sepp
Olav Sepp (nacido en 1969) es un Maestro Internacional de ajedrez estonio. En la lista de enero de 2009 de la FIDE tiene un ELO de 2458. 
Ha ganado el Campeonato de Estonia de ajedrez en 6 ocasiones, en los años 1989, 1991, 1992, 1993, 1994 y 1995.

## Partidas notables
Olav Sepp (2390) - Vidmantas Malisauskas (2570) [B20], Vilna zt, 1993 1.e4 c5 2.g3 d5 3.exd5 Dxd5 4.Cf3 Ag4 5.Ag2 De6+ 6.Rf1 Ah3 7.b4 cxb4 8.a3 b3 9.Cc3 Cf6 10.Tb1 Axg2+ 11.Rxg2 Dc6 12.Txb3 e6 13.d4 Ae7 14.d5 Dc8 15.De2 0-0 16.dxe6 fxe6 17.Te1 Ac5 18.Dxe6+ Dxe6 19.Txe6 b6 20.Ce4 Cbd7 21.Ab2 Cxe4 22.Txe4 Cf6 23.Te2 Tae8 24.Txe8 Txe8 25.Ce5 Tc8 26.Td3 Ae7 27.c4 Rf8 28.Rf3 Re8 29.g4 Tc5 30.g5 Cg8 31.h4 h6 32.Rg4 hxg5 33.hxg5 b5 34.Th3 bxc4 35.Th8 c3 36.Txg8+ Af8 37.Cg6 1-0